# Lijst van voetbalinterlands Bosnië en Herzegovina - Wit-Rusland
Deze lijst van voetbalinterlands is een overzicht van alle officiële voetbalwedstrijden tussen de nationale teams van Bosnië en Herzegovina en Wit-Rusland. De landen speelden tot op heden twee keer tegen elkaar. De eerste ontmoeting, een kwalificatiewedstrijd voor het Europees kampioenschap voetbal 2012, werd gespeeld in Minsk op 2 september 2011. De laatste ontmoeting, de returnwedstrijd in dezelfde kwalificatiereeks, vond plaats op 6 september 2011 in Zenica.

## Wedstrijden
| № | Plaats | Datum            | Competitie           | Wedstrijd                           | Uitslag |
| - | ------ | ---------------- | -------------------- | ----------------------------------- | ------- |
| 1 | Minsk  | 2 september 2011 | EK 2012 kwalificatie | Wit-Rusland – Bosnië en Herzegovina | 0 – 2   |
| 2 | Zenica | 6 september 2011 | EK 2012 kwalificatie | Bosnië en Herzegovina – Wit-Rusland | 1 – 0   |

## Samenvatting
| Competitie      | Totaal gespeeld | Winst Bosnië en Her. | Gelijk | Winst Wit-Rusland | Doelsaldo Bosnië en Her. – Wit-Rusland |
| --------------- | --------------- | -------------------- | ------ | ----------------- | -------------------------------------- |
| EK-kwalificatie | 2               | 2                    | 0      | 0                 | 3 − 0                                  |
| Totaal          | 2               | 2                    | 0      | 0                 | 3 − 0                                  |

Wedstrijden bepaald door strafschoppen worden, in lijn met de FIFA, als een gelijkspel gerekend.

## Details

### Eerste ontmoeting
| EK 2012 kwalificatie (Minsk, Wit-Rusland, 2 september 2011): |       |                                                 |
| Wit-Rusland                                                  | 0 – 2 | Bosnië en Herzegovina                           |
|                                                              | goals | 21' (pen.) Sejad Salihović 24' Haris Međunjanin |

### Tweede ontmoeting
| EK 2012 kwalificatie (Zenica, Bosnië en Herzegovina, 6 september 2011): |       |             |
| Bosnië en Herzegovina                                                   | 1 – 0 | Wit-Rusland |
| Zvjezdan Misimović 87'                                                  | goals |             |